# Todd Hill
Todd Hill är en kulle i Antarktis. Den ligger i Östantarktis. Nya Zeeland gör anspråk på området. Toppen på Todd Hill är 1 150 meter över havet, eller 52 meter över den omgivande terrängen. Bredden vid basen är 1,3 km.
Terrängen runt Todd Hill är varierad. Trakten är obefolkad. Det finns inga samhällen i närheten.